# PGC 45024
LEDA/PGC 45024 ist eine Elliptische Galaxie mit aktivem Galaxienkern im Sternbild Haar der Berenike am Nordsternhimmel. Sie ist schätzungsweise 2,2 Milliarden Lichtjahre von der Milchstraße entfernt und hat einen Durchmesser von etwa 180.000 Lichtjahren.
Im selben Himmelsareal befinden sich unter anderem die Galaxien NGC 4929, IC 4111, PGC 44976, PGC 83763.